# Перес де Гусман-и-Осорио, Хуан Алонсо
Дон Хуан Алонсо Перес де Гусман-и-Осорио (20 декабря 1342 — 5 октября 1396) — испанский дворянин, 4-й сеньор Санлукар-де-Баррамеда, (1365—1396), 1-й сеньор де Аямонте, Лепе и Ла Рекондела, 1-й граф де Ньебла (ок. 1369 — 1396).

## Биография
Единственный сын Хуана Алонсо Переса де Гусмана-и-Коронеля (1285—1351), 2-го сеньора де Санлукар-де-Баррамеда (1309—1351), и его второй жены Урраки Осорио, дочери Альваро Нуньеса Осорио (ум. 1329), сеньора де Кабрера и Рибейра, графа Трастамара, Лемоса и Сарриа.
В 1365 году после смерти своего старшего бездетного брата Алонсо Переса де Гусмана (1339—1365), 3-го сеньора де Санлукар-де-Баррамеда (1351—1365), Хуан Алонсо де Гусман унаследовал сеньорию Санлукар-де-Баррамеда.
Около 1369 года Хуан Алонсо Перес де Гусман получил от короля Кастилии Энрике II наследственный титул графа де Ньебла.
Был дважды женат. Его первой супругой стала Хуана Энрикес де Гусман (ум. 1376), дочь Энрике Энрикеса Младшего (ум. 1366), сеньора де Ла-Пуэбла-де-лос-Инфантеса, и Хуаны де Гусман, сестры Леонор де Гусман (матери короля Кастилии Энрике II). Первый брак был бездетным.
Вторично женился на Беатрис Кастильской (ум. 1409), внебрачной дочери короля Кастилии Энрике II и Беатрис Понсе де Леон. Дети от второго брака:
- Энрике Перес де Гусман-и-Кастилья (1371—1436), 5-й сеньор де Санлукар-де-Баррамеда и 2-й граф де Ньебла, 2-й сеньор де Лепе и Ла Рекондела
- Альфонсо Перес де Гусман-и-Кастилья, 2-й сеньор де Аямонте
- Хуан Алонсо Перес де Гусман-и-Кастилья, 1-й сеньор де Беньяхар и де ла Торре де ла Рейна